# Maonan
Maonan (chiń. upr. 毛南族; pinyin Máonánzú) – oficjalnie uznana mniejszość narodowa w Chińskiej Republice Ludowej. Zamieszkuje północne rubieże Guangxi (zwłaszcza prefekturę miejską Hechi i Huanjiang); mocno zsinizowana; autoetnonim: Anan.
Żyją w niewielkich społecznościach między Zhuangami, Yao, Miao i Hanami. Ponad 80% z nich nosi jedno nazwisko (Tan) i deklaruje, że wywodzi się z Hunanu. Niewielka liczba twierdzi, że pochodzi z innych prowincji (Fujian i Shandong). Ich oddzielna tożsamość etniczna narodziła się prawdopodobnie w czasach dynastii Ming.
Lud osiadły, ich główne uprawy to kukurydza, sorgo, soja i słodkie ziemniaki. Są też znani z hodowli bydła mięsnego, wykorzystując w tym celu pastwiska wysokogórskie. Rzemiosło stoi wśród nich na wysokim poziomie, zwłaszcza kowalstwo, rzeźbiarstwo w drewnie i wyplatanie z bambusa kapeluszy, mat i materaców. Do 1949 znaczna część ziem była w rękach dużych posiadaczy, a rzemiosło dostarczało połowę środków utrzymania.
Kulturowo dość znacznie zsinizowani; główne święta są podobne do chińskich (np. Nowy Rok czy Święto Qingming), czczą też wiele bóstw buddyjskiego i taoistycznego panteonu. Najważniejszym lokalnym świętem jest Fenglong, podczas którego oddaje się cześć lokalnym bogom i przodkom. Kult przodków różni się od chińskiego włączeniem także przodków po kądzieli; pokrewieństwo uznawane jest do pięciu pokoleń wstecz i w obrębie tak spokrewnionej grupy obowiązuje ścisła egzogamia.
Tradycyjnie, rody zaręczały często kilkuletnie dzieci, a właściwe małżeństwo miało miejsce, gdy młoda para miała 12-13 lat. Nowa małżonka mieszkała z rodzicami aż do urodzenia pierwszego dziecka, po czym młodzi zakładali nowy dom (z wyjątkiem najmłodszego wśród braci, który pozostawał w domu rodziców, by opiekować się nimi w starości). Rozwód był dopuszczalny za obopólną zgodą, a synowie i córki (zamężne lub nie) otrzymywały równy udział w spadku.
Maonanowie posługują się własnym językiem z grupy dong-shui (kam-sui), z rodziny tajo-kadajskiej. Językiem tym mówi około 37 tys. osób.